# Yamandú Palacios
Yamandú Palacios Pintos (Montevideo, 28 de abril de 1940 - 6 de enero de 2021) fue un compositor, guitarrista y cantante uruguayo de música popular.

## Biografía
En 1955, al tiempo que egresó de secundaria, comenzó sus estudios de música y guitarra con el Prof. Callejas. Dos años más tarde ingresó a la Escuela Nacional de Bellas Artes de Montevideo para estudiar pintura y dibujo. Entre 1958 y 1961 integra conjuntos vocales y un grupo de danza folklórica.
Se radica en Roma en 1975, donde brinda numerosos conciertos y actuaciones en esa ciudad y en las localidades italianas de Génova, Milán, Nápoles, Turín, Vicenza, Verona, Cagliari, Florencia, Urbino y Venecia entre otras. Asimismo se presenta junto al grupo Inti Illimani en varias ocasiones, destacándose la inauguración del Circo Culturale e Popolare de los actores Gigi Proietti y Vittorio Gassman.
Actuó luego en el festival de La Humanité en París y brindó tres recitales en Zúrich a invitación del Ayuntamiento de esa ciudad. En esta época también participó de festivales en Lugano, Ginebra, Berlín, Sokolov y actuó varias veces en la televisión europea.
En 1997 se radica en España donde continuó realizando giras artísticas que lo llevan a visitar muchas ciudades de ese país. Su actividad musical lo lleva a compartir escenarios con artistas como Joaquín Sabina, Joan Manuel Serrat, Víctor Manuel, Luis Eduardo Aute, Mercedes Sosa, Manuel Picón, Alfredo Zitarrosa, Rafael Amor, Osiris Rodríguez Castillos y con el poeta Rafael Alberti, entre otros. Era miembro de la Asociación de Escritores y Artistas del Orbe - AEADO
Es padre del rapero Pedro Peligro y abuelo del rapero Trueno

## Discografía
- Basta Ya (Macondo. Montevideo. 1967)
- Canta Yamandú Palacios (Macondo Montevideo. 1969)
- Poeta al Sur (Orfeo, Montevideo. 1973)
- Poeta al Sur (Odeón. Buenos Aires. 1973)
- Canción de Nuestro Tiempo (Sello Zodiaco. Roma. Editado simultáneamente en Italia, Australia, Francia, Suecia y Ecuador. 1975)
- Yamandú Palacios (Movieplay. Madrid. 1977)
- Desde el Exilio (Sello Dicap. Roma. Editado simultáneamente en Australia, Francia, Suecia, Inglaterra y Ecuador. 1977)
- Nuestra Luz (La Batuta. Montevideo. Casete conjunto con Tabaré Arapí. 1985)
- Yo no canto el desencanto (Estudios Orión. Montevideo. 2007)
- Guitarras hermanas (Disco doble compartido con su hermano Leonardo Palacios. Estudios Orión. Montevideo. 2011)